# Église Saint-Nicolas de Pommeréval
Pour les articles homonymes, voir Église Saint-Nicolas.
L'église Saint-Nicolas est une église catholique située à Pommeréval, en France.

## Localisation
L'église est située à Pommeréval, commune du département français de la Seine-Maritime. 

## Historique
L'église est bâtie au XVIe siècle en remplacement d'un édifice antérieur du XIIIe siècle. 
La flèche est réparée à la fin du premier tiers du XIXe siècle ; d'autres travaux ont lieu au début des années 1860 puis en 1879.
L'édifice est inscrit au titre des monuments historiques par arrêté du 26 mai 2008.

## Description
L'église est en grès et silex.
L'édifice conserve le baptistère médiéval.